# أبو الحسين الوراق
أبو الحسين محمد بن سعد الورّاق النيسابوري، أحد علماء أهل السنة والجماعة ومن أعلام التصوف السني في القرن الرابع الهجري، قال عنه أبو عبد الرحمن السلمي[ ؟ ] بأنه: «من جلّة مشايخ نيسابور، كان عالماً بعلوم الظاهر، ويتكلم في دقائق علوم المعاملات وعيوب الأفعال»، توفي عام 319 هـ.

## من أقواله
- لا يصل العبد إلى الله إلا بالله وبموافقة حبيبه في شرائعه ومن جعل الطريق إلى الوصول في غير الاقتداء يضل من حيث يظن أنه مهتد ومن وصل اتصل وما رجع من رجع من الطريق إلا من الإشفاق على النفس وطلب الراحة لأن الطريق إلى الله صعب لمن لم يدخل فيه بوجد غالب وشوق مزعج فيهون عليه إذ ذاك حمل الأثقال وركوب الأهوال فإذا انقادت له النفس على ذلك وهان عليه ما يلقى في طلب المحبوب سهل الله عليه سبيل الوصول.[1]
- أجلّ شيءيفتح الله تعالى به على عبده التقوى، فإن منه يتشعب جميع الخيرات، وأسباب القربة والتقرب، وأصل التقوى والإخلاص، وحقيقته التخلّي عن كل شيء إلا ممن إليه تقواك.[1]
- من غض بصره عن محرّم أورثه الله بذلك حكمة على لسانه يهتدي بها سامعوه، ومن غض نفسه عن شبهة نوّر الله قلبه نورا يهتدي به إلى طريق مرضاة الله.
- الأنس بالخلق وحشة، والطمأنينة إليهم حمق، والسكون إليهم عجز، والاعتماد عليهم وهن، والثقة بهم ضياع، وإذا أراد اللّه بعبد خيراً جعل أنسه به وبذكره، وتوكل عليه، وصان سره عن النظر إليهم، وظاهره عن الاعتماد عليهم.[1]